# Autoinjetor de adrenalina
Um autoinjetor de adrenalina (ou autoinjetor de epinefrina, também conhecido pela marca registrada EpiPen ou como caneta de adrenalina) é um dispositivo médico usado para administrar uma ou várias doses do medicamento epinefrina (adrenalina) através de autoinjeção. É indicado para o tratamento da anafilaxia ou outras reações alérgicas graves. A caneta está concebida para ser usada por pessoas leigas em situações de emergência.
O primeiro autoinjetor de epinefrina foi lançado no mercado em 1983.

## Uso médico

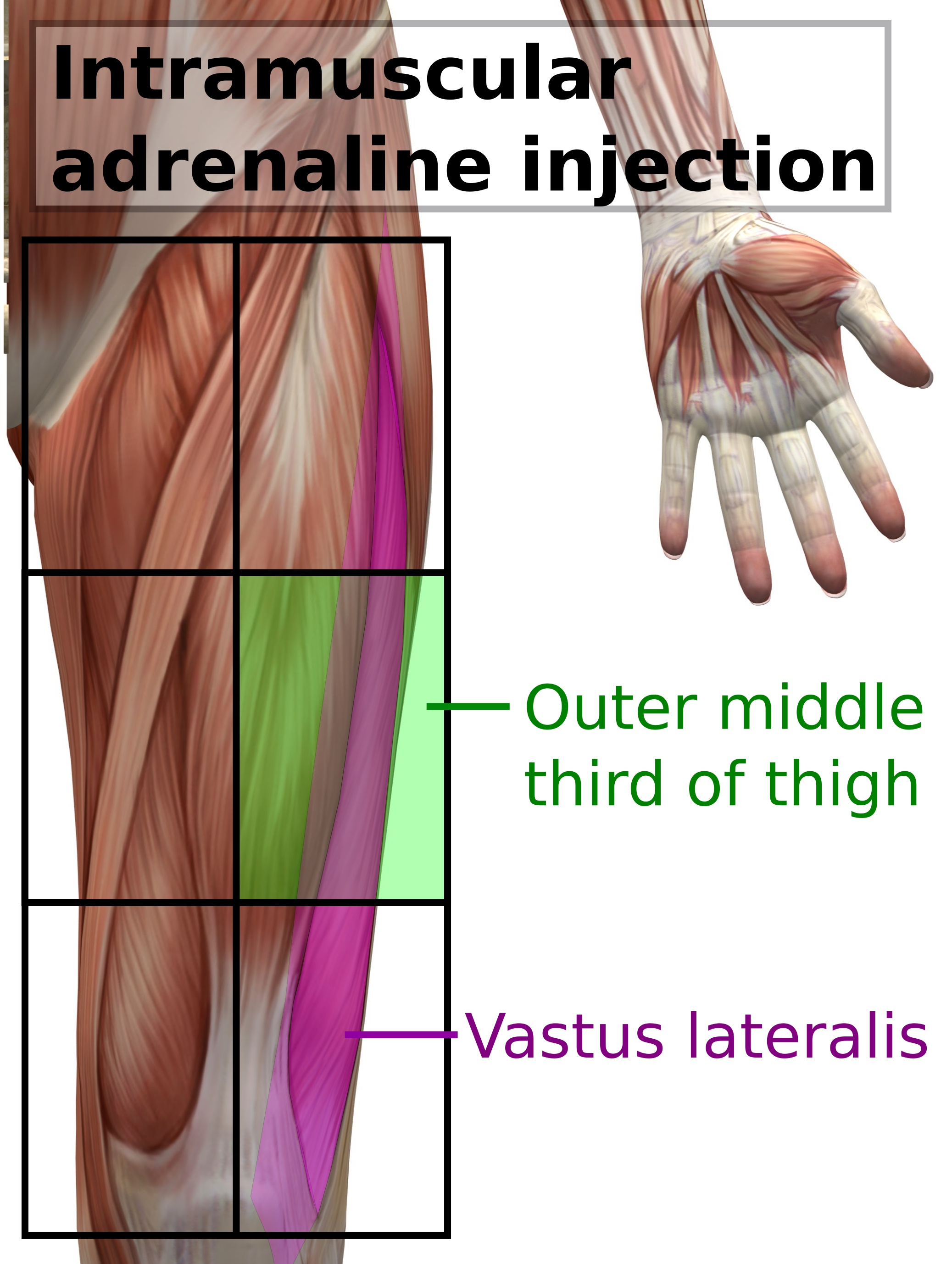
Local ideal para injeção intramuscular (a verde)

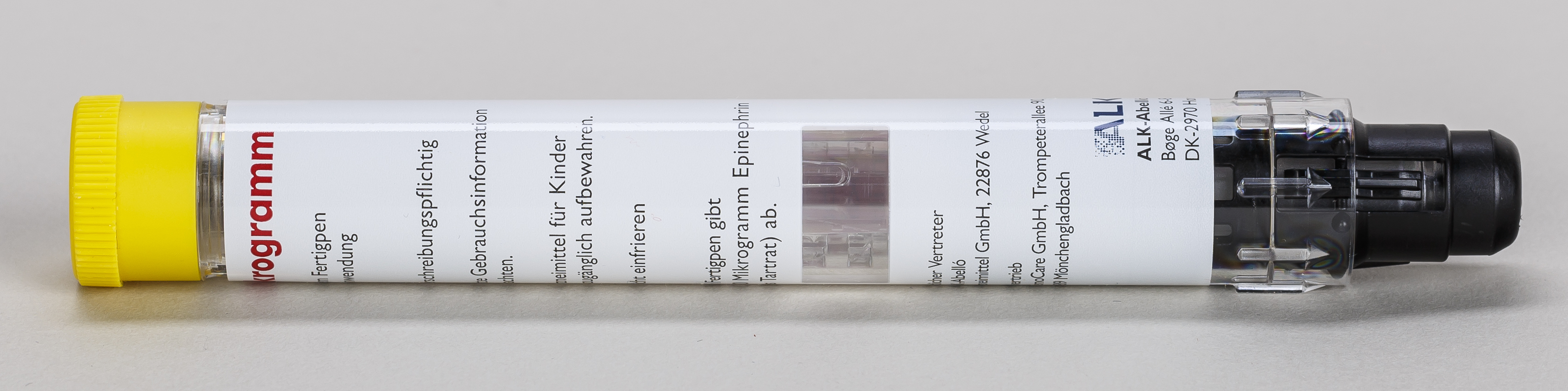
ALK Pharma Jext300, um autoinjetor de adrenalina, sem tampa de segurança

Os autoinjetores de epinefrina são dispositivos portáteis transportados por pessoas com alergias graves; a epinefrina administrada pelo dispositivo é um tratamento de emergência para anafilaxia.
Quando há suspeita de um quadro de anafilaxia, a solução de epinefrina deve ser administrada o mais rápido possível mediante uma injeção intramuscular, no meio da face externa da coxa, que corresponde à localização do músculo vasto lateral. Pode ser necessário repetir a injeção a cada 5 a 15 minutos se não houver uma melhoria suficiente do doente. Estima-se que uma segunda dose seja necessária em aproximadamente 16–35% dos episódios, sendo raramente necessárias mais de duas doses; em cerca de 80% dos casos em que a segunda dose é administrada, é-lo feito por um profissional de saúde. Não se conhece quais são os doentes mais suscetíveis à necessidade de múltiplas injeções. A via intramuscular é preferida à administração subcutânea porque esta pode ter uma absorção mais lenta. Os efeitos adversos ligeiros da epinefrina incluem tremores, ansiedade, dores de cabeça e palpitações.
A epinefrina nos autoinjetores tem validade de cerca de um ano. Um estudo em coelhos concluiu que a epinefrina intramuscular diminuiu a sua eficácia após expirar; esse estudo também recomendou que se o medicamento em um dispositivo fora da validade não tiver precipitado (se a solução não estiver turva e não contiver partículas), injetar o medicamento é preferível a não administrar qualquer medicamento em uma emergência.